# Ceratitis zairensis
Ceratitis zairensis är en tvåvingeart som beskrevs av De Meyer 1996. Ceratitis zairensis ingår i släktet Ceratitis och familjen borrflugor.
Artens utbredningsområde är Kongo. Inga underarter finns listade i Catalogue of Life.